# Dead Air (Katatonia)
Dead Air è il quinto album dal vivo del gruppo musicale svedese Katatonia, pubblicato il 13 novembre 2020 dalla Peaceville Records.

## Descrizione
Contiene la registrazione integrale del concerto tenuto dal gruppo presso lo Studio Gröndahl di Stoccolma, precedentemente presentato come evento live streaming a pagamento. Per tale occasione sono stati proposti venti brani, 17 selezionati dai fan attraverso un apposito sondaggio e tre tratti dall'undicesimo album City Burials (uscito qualche settimana prima) eseguiti per la prima volta dal vivo.
Ad anticiparne l'uscita sono stati i videoclip di Behind the Blood e Lacquer, pubblicati attraverso il canale YouTube della Peaceville Records rispettivamente il 22 ottobre e il 12 novembre 2020.

## Tracce
Testi e musiche dei Katatonia.
CD 1
1. Lethean – 6:01
2. Teargas – 3:17
3. Serein – 4:48
4. Deliberation – 3:57
5. The Winter of Our Passing – 3:10
6. Ghost of the Sun – 4:08
7. The Racing Heart – 4:26
8. Soil's Song – 4:08
9. Old Heart Falls – 4:26

CD 2
1. Forsaker – 4:10
2. Tonight's Music – 4:23
3. In the White – 4:58
4. Leaders – 4:18
5. Lacquer – 4:51
6. Omerta – 3:10
7. My Twin – 3:39
8. Unfurl – 4:53
9. July – 4:49
10. Evidence – 5:30
11. Behind the Blood – 5:06

DVD
1. Full Set Film – 88:08

## Formazione
Gruppo
- Jonas Renkse – voce principale
- Anders Nyström – chitarra, cori
- Roger Öjersson – chitarra, cori
- Niklas Sandin – basso
- Daniel Moilanen – batteria

Produzione
- David Castillo – registrazione, missaggio, ingegneria del suono
- Iñaki Marconi – assistenza tecnica
- Thomas Johansson – mastering
- Blackbox Video Production AB – regia, produzione
- Magnus Stenvinkel – direzione tecnica
- Anders Nyström – direzione artistica